# Kamila
Kamila est un prénom féminin porté surtout en Pologne en en Tchéquie.

## Personnalités
Pour les articles sur les personnes portant ce prénom, consulter les listes générées automatiquement pour Kamila et Kamilla.
- Kamila Andini (1986- ), réalisatrice, scénariste et productrice indonésienne ;
- Kamila Augustyn (1982- ), joueuse de badminton polonaise ;
- Kamilla Baar (pl) (1979- ), actrice polonaise ;
- Kamila Chudzik (1986- ), athlète polonaise ;
- Kamila Lićwinko (1986- ), athlète polonaise ;
- Kamila Rajdlová (1978- ), fondeuse tchèque ;
- Kamila Shamsie (1973- ), écrivain anglo-pakistanaise ;
- Kamila Skolimowska (1982-2009), athlète polonaise ;
- Kamila Štěpánová (1988- ), joueuse de basket-ball tchèque ;
- Kamila Stormowska (2000- ), patineuse de vitesse sur piste courte polonaise ;
- Kamila Szczawińska (1984- ), mannequin polonais ;
- Kamila Valieva (2006- ), patineuse artistique russe ;
- Kamila Żuk (1997- ), biathlète polonaise.